# Cyanopepla subfulgens
Cyanopepla subfulgens là một loài bướm đêm thuộc phân họ Arctiinae, họ Erebidae.